# Schlacht von Patras (1772)
Aspindza – Nauplia – Orlow-Revolte – Çeşme – Larga – Cahul – Beirut – Patras – Kosludscha – Kertsch
Die Schlacht von Patras ereignete sich am 6., 7. und 8. November 1772 im Russisch-Türkischen Krieg (1768–1774) und war Teil einer Serie von mehreren Seeschlachten zwischen Russland und dem Osmanischen Reich, wobei die russische Marine versuchte, Kontrolle über die Ägäis und das Ionische Meer zu erlangen. Die Seeschlacht fand im Golf von Patras im heutigen Griechenland statt. Die russische Flotte wurde dabei von Michail Timofejewitsch Konjajew kommandiert.

## Vorgeschichte
Nach mehreren Niederlagen, wie bei der Seeschlacht von Çeşme, hatten die Osmanen fast vollständig die Kontrolle über das Mittelmeer verloren. Um die Initiative zurückzuerlangen, entsandten sie mehrere Schiffe, die allerdings durch einen Sturm beschädigt wurden und im Golf von Patras repariert werden mussten. In der Zwischenzeit patrouillierte die russische Flotte weiterhin im Mittelmeer, konnte die osmanischen Geschwader jedoch nicht aufspüren. Erst am 27. September des Jahres 1772 erfuhr Michail Konjajew, der ein kleineres Geschwader aus etwa sieben Schiffen kommandierte, durch griechische Handelsschiffe, die pro-russisch eingestellt waren, von dem Aufenthalt der osmanischen Flotte bestehend aus etwa 20 Schiffen. Aufgrund der prekären Lage der Osmanen, deren Schiffe noch größtenteils repariert wurden, entschied sich Konjajew zum sofortigen Angriff.

## Schlachtverlauf
Am Abend des 5. November traf Konjajew auf die Osmanen und versperrte den Ausweg aus dem Golf, am nächsten Tag griff er an. Die Türken zogen sich panisch in den Golf hinein und unter die Geschützbatterie bei Patras zurück, wobei drei ihrer Schiffe – eine Fregatte und zwei Schebecken – auf Grund liefen und zerstört wurden. Am 7. November griffen die Russen erneut an, allerdings ohne großen Erfolg. Die osmanische Flotte wurde nun von der Batterie bei Patras unterstützt. Am nächsten Morgen griffen die Russen erneut an, diesmal mit großem Erfolg, um 12:00 Uhr standen mehrere türkische Schiffe in Flammen, die Osmanen flohen panisch, wobei viele ihrer Schiffe auf Grund liefen oder zerstört wurden.

### Eingesetzte Einheiten

#### Russland
| Schiff          | Geschütze | Kommandant                      | Verluste | Verluste  | Verluste  | Anmerkungen |
| Schiff          | Geschütze | Kommandant                      | getötet  | verwundet | Insgesamt | Anmerkungen |
| --------------- | --------- | ------------------------------- | -------- | --------- | --------- | ----------- |
| Tschesme        | 80        | Michail Timofejewitsch Konjajew |          |           |           |             |
| Graf Orlow      | 66        |                                 |          |           |           |             |
| Swjatoi Nikolai | 26        |                                 |          |           |           |             |
| Zabiaka         | 18        |                                 |          |           |           |             |
| Slawa           | 16        |                                 |          |           |           |             |
| Auza            | 12        |                                 |          |           |           |             |
| Modon           | 12        |                                 |          |           |           |             |

## Folgen
Die osmanischen Verluste waren hoch, nur sechs ihrer Schiffe konnten entkommen. Die Russen hingegen hatten nach eigenen Angaben lediglich einen Toten und sieben Verwundete zu beklagen. Diese Schlacht war ein herber Rückschlag für die Osmanen, der Seekrieg verlagerte sich nun näher an deren Kernterritorien in Ägypten und der Levante, für den Rest des Krieges konnte kein osmanisches Geschwader mehr nennenswert in die Ägäis oder in das Ionische Meer vorstoßen.